# Tecuci
Tecuci (rumænsk udtale: [teˈkut͡ʃʲ]) er en by i distriktet Dolj i Rumænien, i den historiske region Vestmoldavien. Byen har 32.801 (2021) indbyggere, og ligger blandt skovklædte bakker, på højre bred af floden Bârlad ca. 10 kilometer øst for floden Siret. Landsbyen ligger ved Europavej E581 (Mărășești-Odessa) mellem Mărășești og Bârlad. Jernbanelinjerne fra Galați, Bârlad og Făurei-Tecuci mødes i byen. Distriktets hovedstad Galați ligger 78 kilometer sydøst for Tecuci

## Historie
Området omkring Tecuci var i 1476 skueplads for et voldsomt slag mellem Moldaviske fyrster Stephen den Store og Osmannerne.
Under Kongeriget Rumænien var det residens for det nu nedlagte distrikt Tecuci.